# Вакамэ
Вакамэ (яп. ワカメ) — собирательное кулинарное название, обозначающее несколько видов съедобных водорослей, популярных в японской и корейской кухне. Это бурые водоросли из семейства Alariaceae, имеющие слоевище в виде лент, которые в основном используются при приготовлении салатов и супов (например, супа мисо). Под названием вакамэ чаще всего подразумевается ундария перистая (Undaria pinnatifida), но могут иметься в виду несколько других видов водорослей семейства Алариевых (Alariaceae), в основном: алария съедобная (Alaria esculenta), алария окаймлённая (Alaria marginata) или Undaria distans.

## Виды водорослей
Под названием вакамэ чаще всего подразумевается ундария перистая (Undaria pinnatifida). Также под этим названием могут фигурировать виды, согласно базе AlgaeBase:
- Айны-вакамэ —Alaria yezoensis
- Ао-вакамэ — Undaria peterseniana
- Тишима-вакаме — Alaria corrugata
- Энага-вакамэ — Alaria dolichorhachis
- Эзо-вакаме — Alaria crassifolia (Алария тонколистная)
- Карафуто-вакамэ — Alaria ochotensis (Алария охотская)
- Кунашири-вакаме — Alaria macrophylla
- Намбу-вакамэ —Undaria distans
- Они-вакаме — Eualaria fistulosa (Postels & Ruprecht) M.J.Wynn = [syn.  Alaria fistulosa — Алария полая]
- Вакамэ, также называемая Ито-вакамэ и Намбу-вакамэ — Undaria pinnatifida (Ундария перистая)
- Вакаме — Alaria marginata (Алария окаймлённая)
- Вакаме — Alaria esculenta (Алария съедобная)

## Названия
Основное общее название происходит от японского слова вакаме (ワカメ, わかめ, 若布, 和布).
- по-английски это также можно назвать sea mustard (морская горчица)[3],
- по-китайски это называется цуньдайцай (qúndài cài, 裙带菜) или хайдай-я (海帶芽)[4],
- по-французски это называют wakamé или fougère des mers (фужер де Мерс, «морской папоротник»),
- по-корейски это называется миёк (미역)[4],
- в странах СНГ водоросли могут назваться чука (чука-салат, водоросли чука) — чука (中華) в переводе с японского  обозначает «китайский»[5] и в японском чука означает собирательное название блюд, пришедших в японскую кухню из Китая.

### Этимология
В старояпонском языке «мэ» означало съедобные морские водоросли в целом, в противопоставление общему названию водорослей — «мо». В кандзи, таких как 海藻, 軍布 и 和布, использовались для транскрипции слова. Позже оно распространилось на другие водоросли, такие как кадзиме, хироме (комбу), араме и т. д. Вакаме происходит от слова вака + мэ (若布, букв. «молодые водоросли»). Префикс вака является хвалебным, таким же, как тама в тамагуши.
В Манъёсю, помимо 和可米 и 稚海藻 (оба читаются как вакамэ), можно увидеть нигиме (和海藻, мягкое вакамэ). Кроме того, тамамо (玉藻, букв. «красивые водоросли»), которое часто встречается в Манъёсю, может быть вакамэ в зависимости от стихов.

## Сбор и культивация
В Корее и Японии фермеры выращивали вакамэ сотни лет. Кроме Японии и Кореи, вакамэ с конца XX века культивируют во Франции, на плантациях близ Бретани. Дикую вакамэ собирают на Тасмании и продают в рестораны Сиднея.

## В кулинарии

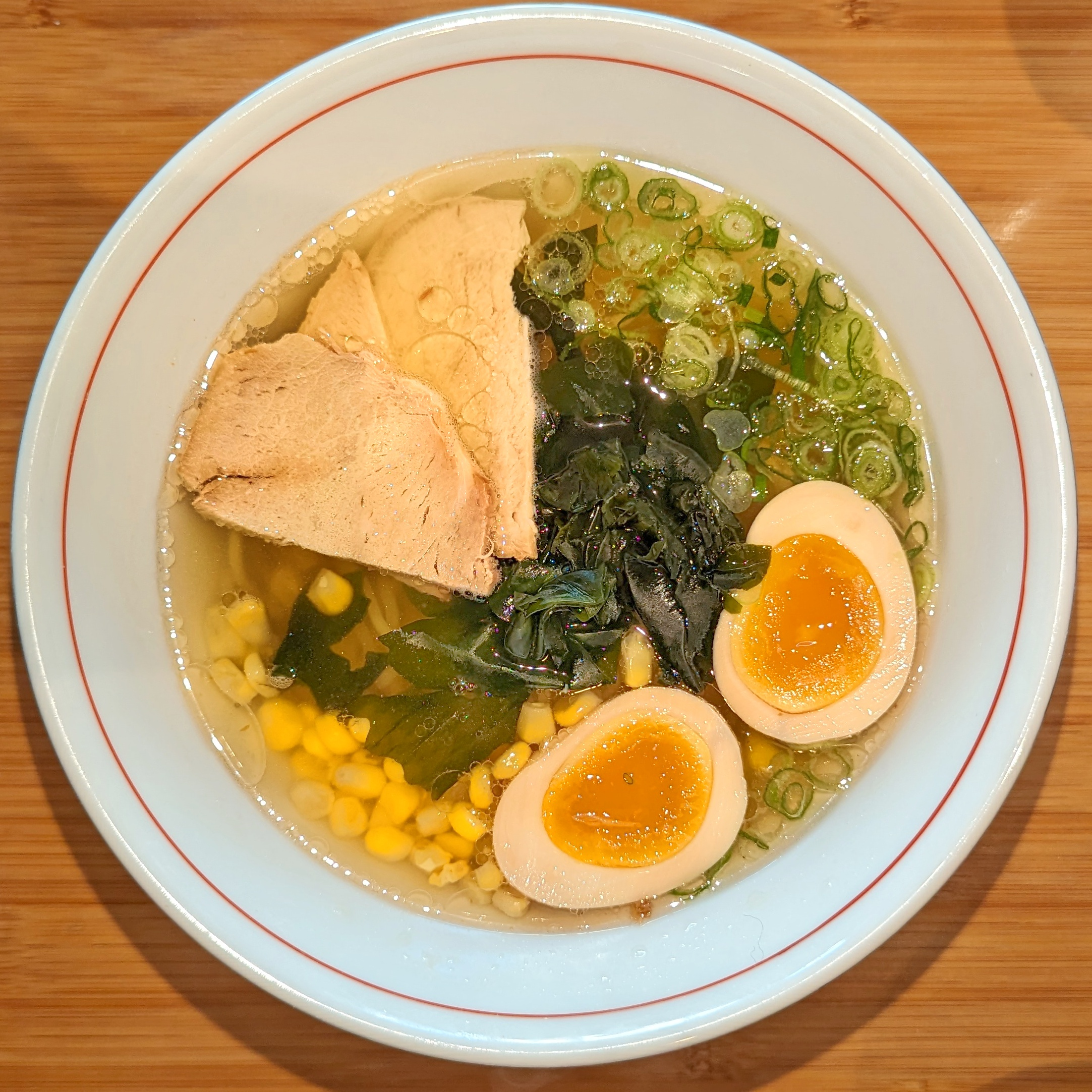
Юзу сио рамэн со свининой, кукурузой, вакамэ и зелёным луком

С 1960-х импортируемый из Японии в сухом виде вакамэ начали активно использовать в США. Она появилась в продуктовых магазинах благодаря движению макробиотики, а в 1970-х, с распространением моды на суси, стала известна всем слоям населения.
Скользкие листы вакамэ имеют зелёный цвет и нежный сладковатый вкус. Сушёные листы разрезают на мелкие кусочки, так как при приготовлении они сильно разбухают.
В Японии и Европе вакамэ хранят в сушёном или солёном виде. Главные блюда с вакамэ — мисосиру и миёккук, а также салаты с тофу. Вакамэ может подаваться в качестве закуски. Все эти блюда обычно поливают соевым соусом или уксусом.
Гома вакамэ, салат с водорослями, популярен в американских суси-барах. Буквально название означает «кунжутная вакамэ», так как вакамэ посыпают при приготовлении кунжутным семенем.

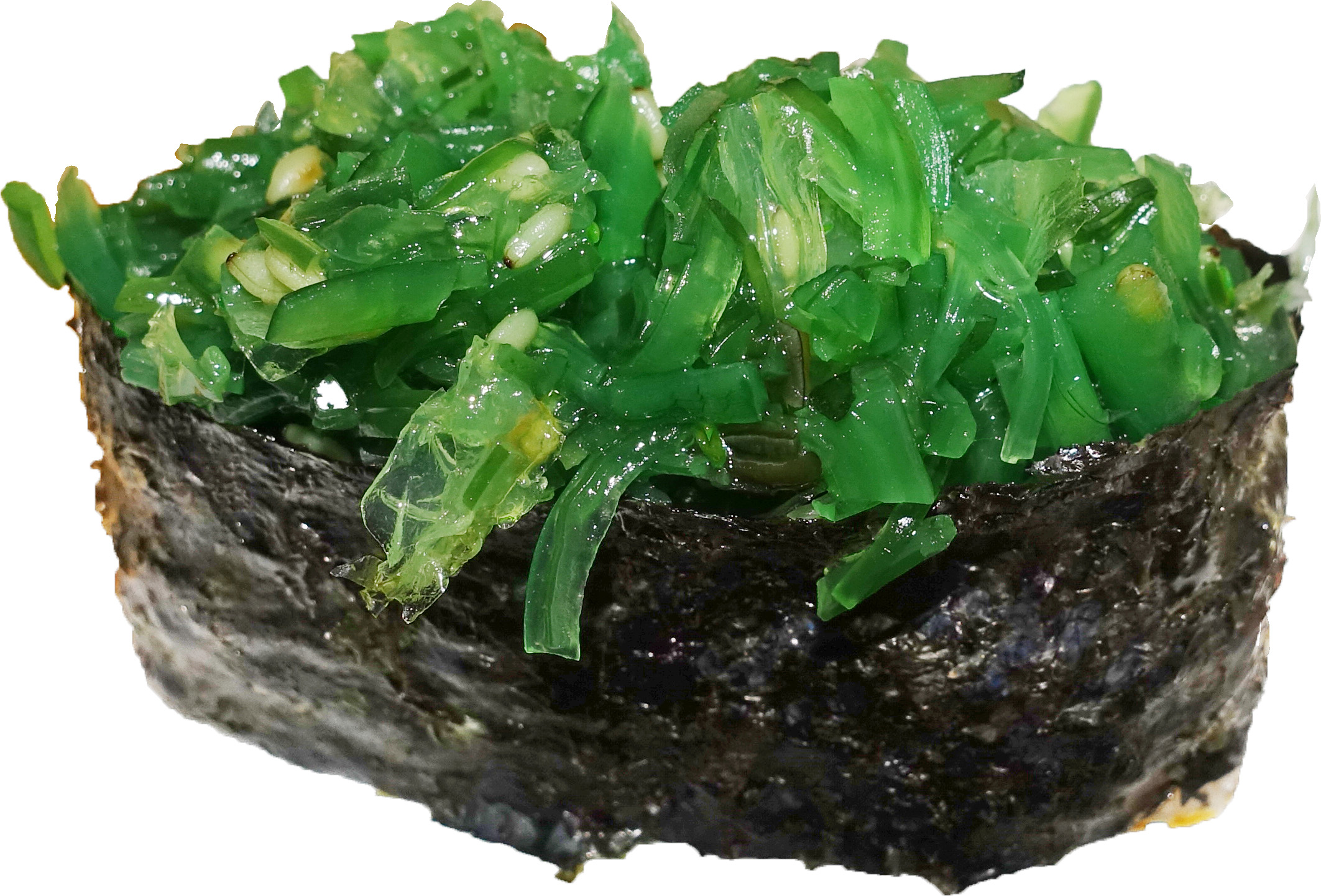
«Суши с чукой» — это гункан-маки с салатом из маринованного вакамэ с кунжутом на комочке риса, обвязанного листом нори

В Корее миёккук, суп с вакамэ, обычно употребляется недавно родившими женщинами из-за распространённого мнения о том, что эти водоросли содержат большое количество кальция и иода, полезных молодым матерям. Однако в 100 её граммах содержится всего 15 % суточной потребности кальция. Женщины зачастую едят этот суп и во время беременности. Миёккук подают на праздновании дней рождения в напоминание о том, что это первая еда, которую мать передала ребёнку через молоко.
В Китае суп с вакамэ называют кит. трад. 裙带菜, пиньинь qúndài cài, палл. цюньдай цай. Производство вакамэ сосредоточено у Даляня.
Вакамэ — богатый источник эйкозапентаеновой кислоты, одной из Омега-3 кислот. Её пищевая ценность — 400 мг/100 ккал, это один из самых питательных вегетарианских ингредиентов. Две столовые ложки вакамэ содержат около 7,5 килокалорий и 30 мг омега-3-кислоты. В ней также много тиамина и ниацина.
Исследователи из Университета Хоккайдо обнаружили в вакамэ фукоксантин, который способствует сжиганию жира. Опыты на мышах показали, что фукоксаницин инициирует выработку жиросжигающего белка UCP1, который аккумулируется в жировой ткани вокруг внутренних органов. У мышей, которых кормили фукоксаницином, было намного больше UCP1, чем у остальных.